# 鐸木三郎兵衛
鐸木 三郎兵衛（すずき さぶろうべえ、1858年4月16日（安政5年3月3日） - 1931年3月8日）は、明治時代の政治家。福島町（現福島市）町長、名誉市長、福島県会議員、衆議院議員（立憲政友会）などを歴任。私財を投じて水道敷設事業や明治14年の福島大火（約1800戸焼失）の復興、福島市の駅前開発などに尽力した。また、福島県庁を郡山市に移転させるという動きがあった際には、福島市の代表として上京し陳情、移転を阻止した。再三の衆議院議員立候補要請を断り続け、晩年は廃寺を買い取って隠居。馬巌（ばがん）という俳号を持ち、風流に興じる一面も持っていた。

## 生涯

### 出生、改名
鐸木三郎兵衛は安政5年3月3日（1858年4月16日）、宮城県刈田郡白石本郷桜小路（現白石市）の金谷武功の次男・金谷正足として生まれた。上京して警視医学校に学んだが、「病を得て廃学」している。
1878年（明治11年）、20歳のときに福島県福島町の鈴木（三郎兵衛）家に養子入りし、その家督を相続した。鈴木家は伊勢の松阪出身とされる、薬種問屋や両替商、飛脚業などを営む商家。当主が代々「三郎兵衛」を名乗っており、正足はその10代目であった。正足の養子入りは9代目三郎兵衛（本名・誠信。俳号の西美が通称）に男子がいなかったためのことであり、伊達郡長岡村（現・伊達市）の芳賀甚七がこれを媒酌した。家督相続後まもなく、三郎兵衛は区内薬舗元締に就任し、翌年に9代目三郎兵衛は隠居した。
1879年（明治12年）3月、三郎兵衛は21歳のときに福島町会議員選挙に出馬、これに当選した。以後、多数の役職・名誉職を歴任することとなる。この町会議員当選後、三郎兵衛は苗字を「鈴木」から「鐸木」に変えている。

### 福島の政治家として
1881年（明治14年）、三郎兵衛は信夫郡郡会議員に当選し、その議長に就任した。また国家試験を受け、福島県下で第1号となる薬剤師免許を取得した。
この年の4月25日、福島市は福島大火（甚兵衛火事）と呼ばれる1785戸の家が焼失する大火災に見舞われた。三郎兵衛は7000円もの私財を投げうち、この大火の復興事業、および市区改正に従事し、道路の拡幅工事などを進めた。この工費は7000円以上かかったが、三郎兵衛はその費用のほとんどを私財でまかなった。
1882年（明治15年）に福島事件が勃発すると、12月に三郎兵衛も嫌疑をかけられ投獄された。翌1883年（明治16年）2月に嫌疑が晴れ、無罪放免となるが、この入獄体験は、以後の三郎兵衛の政治活動に対する姿勢を変えていった。
後の3月に三郎兵衛は公職をすべて辞任して茶道や俳句に興じ、またキリスト教にも深い関心を寄せるようになった。三郎兵衛のキリスト教傾倒は、福島県におけるキリスト教伝道の先駆けを作った宍戸義八郎の影響によるもので、同じく影響を受けた長岡村（現伊達市）の芳賀家の4代目甚七（伊之作）とともに、1885年（明治18年）宣教師グイド・フルベッキや植村正久らを受け入れて、飯坂にて初めて「基督教大講演会」を開催している。
1884年（明治17年）、福島県庁を福島町から郡山町へ移転させるという動きが起きた際に、その反対運動の先頭役として三郎兵衛は再び政治の場に引き出された。翌1885年（明治18年）にわたり、三郎兵衛は同志と共に上京し、移転の中止を政府に陳情していった。郡山への県庁移転運動はその後も再燃し続けるが、このときの移転運動が封じられた背景には、県知事・県会議員の多数が福島町を支持したこと、最後の陸奥国福島藩主でもあった板倉勝達子爵が熱心に三郎兵衛らを支援したことがあった。結局、政府の閣議決定で、そのまま福島町を県庁所在地にするということになったが、その条件として、東蒲原郡を新潟県に復帰させ、また郡山町には、当時福島県内に一校だけだった旧制中学校を福島町から移転させることになった。
三郎兵衛は結局、その後も政治の世界に残り続け、1886年（明治19年）には再び福島町会議員に当選、また福島町外五ケ村総合会議員、福島町外七十一ケ村総合会議員にも当選した。翌1887年（明治20年）には東北鉄道（現東北本線）が福島県を縦貫することになったことを受け、福島新市街改修掛として新市街改修計画を建議し、長尾兵治郎、村井辰次郎らと協力して町の改修を遂行した。現在の福島市の町並みを作ったのは彼らの功績によるものといえる。この駅前大通りは、当時としては常識はずれに広い通りだったが、三郎兵衛は「将来、必ずこの広さが必要になる」と主張して計画を通した。完成後、周囲から「ここを『三郎兵衛通り』と名付けよう」という声も上がったが、三郎兵衛はそれを固辞し、町が栄えるように「栄通り」としたらどうかと言ったという。
こうした業績の結果、三郎兵衛は同年には福島町組長、福島農工商会長などに要請され、就任している。また1889年（明治22年）には、信夫・伊達・安達三郡共立福島病院創立協議委員、日本赤十字社福島県委員嘱託、同看護婦養成委員、福島県薬剤師会長など、医療分野でも要職を歴任した。
その後、三郎兵衛は徐々に表舞台からの隠居を計画し、1893年（明治26年）には、収入源として大きかったはずの大町の薬舗（薬局）を石井松五郎に譲り、杉妻町に引っ越している。しかし、周囲はなかなか三郎兵衛を隠居させず、1895年（明治28年）には「福島名誉町長」に、翌29年（1896年）には福島県教育会幹事に就任している。1898年（明治31年）、福島県会議員に当選すると、県議会の副議長に就任。1899年（明治32年）には再び「福島名誉町長」になっている。
この頃から教育界への貢献も目立ち、福島訓盲学校評議員を嘱託した。また、移転した県立唯一の中学校を福島町に復活させるため、福島中学校創立委員にも就任して、福島中学校設立に尽力した。1900年（明治33年）には、福島県教育会長に推挙される。
1903年（明治36年）には福島県会議員に再び当選し、県会議長に就任している。
1905年（明治38年）、日本中が日露戦争勝利に沸いているなか、東北地方は冷夏で歴史的大凶作に見舞われた。特に、宮城・福島・岩手三県は平年比13-34%の収穫量という深刻な事態であった。三郎兵衛は1906年（明治39年）に、福島県凶作救済会上京委員の総代として上京し、その窮状と救援を訴えた。同年10月、立憲政友会福島県支部幹事長および相談役に当選している。1907年（明治40年）、県会議員を辞任して福島市会議員に立候補して当選。奥羽六県共進会評議員嘱託、同名誉会員ともなった。10月には郡部からではなく、福島市選出で福島県会議員に当選している。
1913年（大正2年）、同志と共に、福島日々新聞社を起こし、その初代社長に就任した。1919年（大正8年）には、高等商業学校設置問題に関わり、上京して創立に尽力した。
福島事件の影響か、国政への参加は嫌がり、最初は1892年（明治25年）に福島県一区から衆議院議員候補者として推薦されていたが、これを固辞している。その後も選挙のたびに推薦されたが、やはり固辞し続けた。1920年（大正9年）5月、第14回衆議院議員総選挙にてようやく推薦を受諾し、福島県第一区選挙区から衆議院議員として当選した。
その後、1924年（大正13年）には、伊達郡長岡村の廃寺となっていた極楽院を隠居所として手に入れ、ここを終の棲家として入居する。1931年（昭和6年）3月8日、長岡村の自宅にて死去、73歳であった。生前、三郎兵衛は信夫山共同墓地に、好きだった将棋の駒に模した墓を作らせており、その遺骸はそこに埋葬された。

### 自由民権運動と三郎兵衛
三郎兵衛は、純然たる個人主義、自由主義を奉じており、政治活動においては、熱心な大同派だった。大同派とは、当時の旧自由党系のグループで、自由民権運動を推進していた。東北では河野広中がリーダー的存在で、三郎兵衛は河野広中とも交友があった。後藤象二郎も東北を旅行した際、三郎兵衛と合流し、仙台の旅館に同宿している。しかし、政治活動においてはどんな派閥、主義にも偏向することなく、公私混同もしない人物として信頼を集めていた。
当時、陸羽新聞社員であった榊時敏は、編纂した「福島県名士列伝 前編 衆議院議員候補者略伝」のなかで、「今の政治家は、政治信念や所属党派などの利害計算によって社会的公益性を傷つけていることが多い。所属党派や政治理念を理由に商工業をことさらに区分けし、利益誘導をはかるなどは人として許されざることである。私は、三郎兵衛氏が今後も「党派熱」に感染することなく、今まで通り、ますます政治の弊害を排除し、社会の公益を重視し、鶏の群れの中にいても孤り、鶴であれ、と望むものである」という内容のことを記している（原文は文語体のため口語訳を施した）。

### 俳人としての三郎兵衛

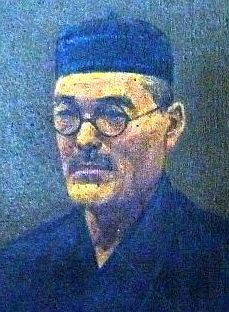
松尾芭蕉風の衣装を身に着けた三郎兵衛。桑原家所蔵の肖像画

鐸木三郎兵衛が俳句をたしなむようになったのは、養父である先代（九代）鈴木三郎兵衛（誠信）の影響もあったと思われる。先代・誠信は、俳号・西美（せいび）を名乗り、信夫山墓地周辺には句碑も残されている。
鐸木三郎兵衛は、俳号を馬巌（ばがん）と名乗り、数百の俳句を残した。次男・彦象が編纂した『馬巌句抄』には、約500句が収録されている。作風は実に多岐にわたり、正統派を思わせる描写のみの句から、くだけた音律遊びのような句、いかにも素人臭い川柳もどきまで、よくいえば自在、悪くいえばとりとめのない作風である。
- 無遠慮に茲（ここ）まで來るや初日影 - 1883年（明治16年）の獄中で迎えた元旦の句
- さきがけよ六の花さへあるものを　- 後藤伯と共に仙臺梅林亭に宿りし折からある人々に示す」[8]
- 嗚呼夢かゆめのやどりか夢寒し
- 今日もまた手紙頼むや納豆賣
- なき親の名を呼ばれけり更衣
- 狗ころのあるじをさがす櫻かな
- 寄る年のひと懐かしき日永かな

## 系譜
鐸木三郎兵衛は、宮城県白石藩から福島町の富豪商家・鈴木家に迎えられた婿養子だったが、生涯、11人の実子（6男5女）と2人の養子」をもうけた。子供たちの記録だけ抜き出してみると、
- 1879年（明治12年） 長女・いち、出生
- 1880年（明治13年） 宮本六兵衛次男・直之助を養子に（同年、養父の西美が死去）
- 1881年（明治14年） 北利喜太郎の弟・近吉を養子に
- 1882年（明治15年） 福島事件で逮捕・入獄。長男・信吉、出生
- 1883年（明治16年） 次女・ろく、出生
- 1884年（明治17年） 福島県庁郡山移転を阻止するために東京へ
- 1885年（明治18年） 次男・彦象、出生、次女・ろくが死亡
- 1886年（明治19年） 三女・遞（てい）、出生
- 1890年（明治23年） 三男・巌、出生
- 1891年（明治24年） 四女・斐、出生。養子の近吉が分家
- 1892年（明治25年） 四男・重義、出生。金谷家へ養子に
- 1894年（明治27年） 五男・八郎、六男・九郎、出生
- 1895年（明治28年） 九郎が病死
- 1896年（明治29年） 八郎が石井家に養子に
- 1899年（明治32年） 直之助が分家。いちが宗像鴨四郎と結婚
- 1901年（明治34年） 五女・三喜、出生
- 1903年（明治36年） 長男・信吉が病死
- 1905年（明治38年） 三女・遞が伊東茂松と結婚
- 1910年（明治43年） 四女・斐、斎藤元昇と結婚
- 1918年（大正7年） 五女・三喜、石井高好と結婚
- 1927年（昭和2年） 妻・タカ子、逝去（73歳。安政2年（1855年）6月15日生まれ）
- 1931年（昭和6年）3月8日、長岡村にて逝去

となっている。
「鐸木」は非常に珍しい姓だが、三郎兵衛が始めた福島の鐸木家は、三男・巌の長女　明（めい）を最後に、福島市内には鐸木姓を名乗るものはひとりも残っていない（2010年現在）。